# Revue médicale de Bruxelles
La Revue Médicale de Bruxelles est publiée par la Faculté de Médecine de l'Université libre de Bruxelles (ULB). Publication bimestrielle bilingue (français et anglais), elle se décrit comme « une revue hospitalo-facultaire de formation continue destinée aux spécialistes et généralistes. »
Répertoriée sous l'abréviation « Rev Med Brux » dans l’Index Medicus, les articles de la Revue Médicale de Bruxelles sont indexés dans MEDLINE, leurs références sont consultables par PubMed.
L'accès en ligne de l'édition de l'année en cours est réservé aux membres de l'AMUB (Association des Médecins anciens étudiants de l'ULB) et aux abonnés à la Revue Médicale de Bruxelles. L'accès aux éditions des archives est libre. 